# Nucleosintesi
La nucleosintesi è il processo naturale che crea nuovi nuclei atomici da pre-esistenti nucleoni (protoni e neutroni) nell'universo.

## Origine
I primi nuclei si formarono pochi minuti dopo il Big Bang attraverso il processo chiamato nucleosintesi primordiale. Dopo circa 20 minuti l'universo si raffreddò a un punto in cui l'energia non consentiva più la nucleosintesi,  così furono possibili solo le reazioni più semplici e veloci, lasciando l'universo formato da circa il 75% di idrogeno, il 24% di elio e la parte restante composta da tracce di altri elementi come il litio e il deuterio, un isotopo dell'idrogeno. L'universo ha tuttora grossomodo la stessa composizione.
Le stelle fondono elementi leggeri in elementi più pesanti nei loro nuclei, rilasciando energia nel processo conosciuto come nucleosintesi stellare. I processi di fusione creano molti degli elementi leggeri fino al ferro e al nichel presenti nelle stelle più massive, sebbene questi per la maggior parte rimangano intrappolati nel nucleo della stella. Il processo s crea gli elementi pesanti a partire dallo stronzio.
La nucleosintesi delle supernovae è largamente responsabile per gli elementi tra l'ossigeno e il rubidio con vari meccanismi: l'espulsione di elementi prodotti durante la nucleosintesi stellare, la nucleosintesi esplosiva durante la formazione della supernova e l'assorbimento di neutroni durante l'esplosione (processo r).
La fusione di stelle di neutroni è responsabile della sintesi di molti elementi pesanti per mezzo del processo r. Quando due stelle di neutroni collidono, una grande quantità di materia ricca di neutroni può essere espulsa a temperature estremamente alte e si formano elementi molto pesanti quando i materiali espulsi cominciano a raffreddarsi.
La spallazione di raggi cosmici, che si verifica quando i raggi cosmici impattano il mezzo interstellare e frammenti di specie atomiche più grandi, è un'importante fonte dei nuclei più leggeri, in particolare 3He, 9Be e 10,11B, che non sono prodotti dalla nucleosintesi stellare. Il bombardamento di raggi cosmici degli elementi sulla Terra contribuisce anche alla formazione di specie atomiche rare e di vita media breve, dette nuclei cosmogenici.
In aggiunta ai processi di fusione, responsabili della crescente abbondanza degli elementi dell'Universo, alcuni processi naturali minori continuano a produrre numeri molto piccoli di nuovi nuclidi sulla Terra. Questi nuclidi contribuiscono poco all'abbondanza, ma possono spiegare la presenza di nuovi nuclei specifici e sono prodotti tramite la radiogenesi (decadimento) di radionuclidi primordiali pesanti e di vita media lunga, come l'uranio e il torio.

## Evoluzione temporale

La tabella periodica che mostra l'origine di ciascun elemento. Gli elementi dal carbonio allo zolfo sono stati creati nelle stelle piccole tramite il processo alfa. Gli elementi oltre il ferro sono stati creati nelle stelle grandi con la cattura neutronica lenta (processo s), oppure in fusioni di stelle di neutroni o supernovae, dopo il processo r.

Si pensa che i nucleoni primordiali si formarono dal plasma quark-gluone durante il Big Bang, mentre si raffreddava sotto i duemila miliardi di gradi. Pochi minuti dopo, a partire da protoni e neutroni, si formarono i nuclei fino ad arrivare al litio e al berillio (entrambi con numero di massa 7), ma quasi nessun altro elemento più pesante. Qualche boro potrebbe essersi formato in questo momento, ma il processo finì prima che si formasse una quantità significativa di carbonio, dato che questo elemento necessita di una maggiore densità di elio di quella presente durante il breve periodo di nucleosintesi del Big Bang. Quel processo di fusione si arrestò a circa 20 minuti, a causa dell'abbassamento della temperatura e della densità, dovuto all'espansione dell'universo. Questo primo processo, detto nucleosintesi primordiale, è stato il primo tipo di nucleosintesi avvenuta nell'universo.
La successiva nucleosintesi degli elementi più pesanti ha bisogno delle temperature e delle pressioni estreme presenti all'interno delle stelle e nelle supernovae. Questi processi cominciarono quando l'idrogeno e l'elio del Big Bang collassarono nelle prime stelle a 500 milioni di anni. La formazione delle stelle è continuata nelle galassie da quel tempo. Tra gli elementi trovati naturalmente sulla Terra (i cosiddetti elementi primordiali), quelli più pesanti del boro furono creati dalla nucleosintesi stellare e da quella delle supernovae. I numeri atomici vanno da Z = 6 (carbonio) a Z = 94 (plutonio). La sintesi di questi elementi avvenne o per fusione nucleare (compresi le catture neutroniche rapide o lente) o in parte minore per fissione nucleare seguita da un decadimento beta.
Una stelle ottiene gli elementi pesanti combinando i suoi nuclei più leggeri, l'idrogeno, il deuterio, il berillio, il litio, e il boro, che sono trovati nella composizione iniziale del mezzo interstellare e quindi delle stelle. Il gas interstellare contiene pertanto un'abbondanza decrescente di questi elementi leggeri, presenti solo grazie alla loro nucleosintesi durante il Big Bang. Si pensa che quantità più grandi di questi elementi leggeri nell'universo attuale siano dovute alla rottura degli elementi pesanti mediante i raggi cosmici (protoni ad alta energia) nel gas e nella polvere interstellare. I frammenti di questi urti con i raggi cosmici comprendono gli elementi leggeri litio, berillio e boro.

## Processi
Ci sono una serie di processi astrofisici che si crede siano responsabili della nucleosintesi. La maggioranza di questi avvengono all'interno delle stelle, e la catena di questi processi di fusione nucleare sono conosciuti come combustione di idrogeno (mediante la catena protone-protone o il ciclo CNO), combustione dell'elio, del carbonio, del neon, dell'ossigeno e del silicio. Questi processi sono in grado di creare gli elementi fino al ferro e il nichel. Questa è la regione della nucleosintesi all'interno della quale vengono creati gli isotopi con la più alta energia di legame per nucleone. Gli elementi più pesanti possono essere formati all'interno delle stelle per un processo di cattura neutronica conosciuto come il processo s o in ambienti esplosivi, come le supernovae e le fusioni di stelle di neutroni, per altri processi. Alcuni di questi sono il processo r, che implica catture neutroniche rapide, il processo rp, e il processo p (talvolta noto come processo gamma), che risulta nella fotodisintegrazione dei nuclei esistenti.